# Sundhultsbrunn
Sundhultsbrunn is een plaats in de gemeente Aneby in het landschap Småland en de provincie Jönköpings län in Zweden. De plaats heeft 314 inwoners (2005) en een oppervlakte van 40 hectare. De plaats ligt aan het meer Söljen.

## Verkeer en vervoer
Bij de plaats loopt de Riksväg 32.